# 39,90
39,90 (Originaltitel: 99 francs) ist ein französischer Spielfilm des Regisseurs Jan Kounen aus dem Jahr 2007. Bei dem Film handelt es sich um eine Verfilmung des gleichnamigen Bestsellers Neununddreißigneunzig von Frédéric Beigbeder. Roman und Film tragen autobiografische Züge.

## Handlung
Octave Parango ist jung, talentiert, schwimmt im Geld und gehört zu den erfolgreichsten Kreativen seines Fachs. Er arbeitet für die größte Agentur Ross & Witchcraft in Paris und entscheidet heute, was die Welt morgen kaufen wird. Octave schreibt innerhalb weniger Minuten seine Kreativkonzepte und wird als Genie gefeiert. Die Frauen stehen bei ihm Schlange. Erst als er seine große Liebe Sophie trifft und wieder verliert, gerät sein Leben auf der Überholspur ins Wanken. Octave erkennt, dass er selbst Opfer eines Systems ist und beginnt an sich und seiner Scheinwelt zu zweifeln. Nach einer Überdosis Kokain landet er in einer Klinik. Sein Dasein verachtend, schmiedet er Pläne, Ross & Witchcraft durch ein subversives Komplott um seinen wichtigsten Kunden, den Joghurthersteller Madone, zu bringen.
Er erfährt daraufhin, dass sein Vorgesetzter sich das Leben genommen hat, wodurch er befördert wird. Dies verschafft ihm Gelegenheit, seinen Plan umzusetzen, was dann auch gelingt. Die gelungene Rebellion feiern er und seine Mittäter mit einem Drogenrausch und überfahren dabei einige Passanten; es gelingt ihnen aber, der Polizei zunächst zu entkommen (dargestellt in einer Trickfilmsequenz). Zurück in Paris erfährt Octave, dass sich Sophie ebenfalls erschossen hat, gemeinsam mit seinem Vorgesetzten. Zudem hat die Polizei ihn identifizieren und aufspüren können. In Verzweiflung flieht Octave auf das Dach des Agenturgebäudes. Er stürzt sich hinunter und stirbt.
Der Zuschauer wird daraufhin eingeladen, ein alternatives Ende zu sehen. Diese Alternative setzt ein, unmittelbar nachdem Octave unter Drogen mehrere Menschen überfahren hat. Nun aber stellt sich heraus, dass er nicht wirklich jemanden auf dem Gewissen, sondern lediglich halluziniert hat. In Paris schließt er mit seinem alten Leben ab und täuscht seinen eigenen Tod vor. Er genießt die Auswirkungen seines Racheaktes gegen die Werbeindustrie und zieht dann in den Dschungel, wo er ein Aussteigerleben führen will. Das allerdings geht schief, als Octave fast verhungert. Er wird von Einheimischen gerettet und lebt einige Zeit unter ihnen. Das Alternativende schließt damit, dass Sophie ihn aufspürt und sie wieder glücklich vereint sind.
Dann zeigt sich, dass diese Wiedervereinigung auch auf einem Werbeplakat dargestellt ist, das Octave während seines Absturzes vom Agenturgebäude erblickt. Ein einzelnes eindeutiges Ende des Films gibt es somit nicht.

## Entstehungsgeschichte
Beigbeder war selbst erfolgreicher Texter bei der Werbeagentur Young & Rubicam, als er den Roman verfasste. Er erfand sein Alter Ego, Octave, um selbst gefeuert zu werden. Das in Deutschland im Rowohlt-Verlag erschienene Buch wurde als Hardcover und in der Taschenbuchausgabe 250.000 Mal verkauft. Der Film, bei dem Beigbeder selbst immer wieder in einigen Sequenzen auftritt, ist eine schräge Satire über Konsum, Drogen und die Welt der Werbung. Dabei weicht die Verfilmung teilweise vom Buch ab: So wurde nicht der brutale Mord aus dem Buch verfilmt, stattdessen sieht der Zuschauer eine Comic-Sequenz, in der Octave und Charlie im Drogenrausch in Miami Menschen überfahren. Auch das alternative Ende des Buches ist im Film neu dargestellt. Octave trifft Sophie mit Kind in einer kitschigen Traumkulisse in Mittelamerika und zeigt noch einmal die Anfangsszene, die zum Billboard-Plakat wurde. Damit schließt sich der Kreis. Wie bei der Endlosschleife aus über 3.000 Werbebotschaften, mit denen jeder von uns konfrontiert wird: Immer wieder, jeden Tag aufs Neue.

## Filmische Umsetzung
Der Film bedient sich einer Vielzahl von visuellen und filmischen Stilmitteln. So kommen Rückblenden, alternative Handlungen, schnelle Collagen aus Bildern und Ausschnitten anderer Filme, Comics sowie Off-Kommentare zum Einsatz. Teilweise ähneln Szenen in ihrer Machart Musikclips, andere Teile werden mit werbetypischer Musik unterlegt oder enthalten eingeblendete Marketingslogans und Preisangaben wie in Werbefilmen.

## Kritiken
„Ein ästhetischer Overkill auf dem Niveau einer Dauerwerbesendung, der zwar mit schrillen Einfällen aufwartet, jedoch rasch strapaziös wirkt und ermüdet.“

„Mit makabrem Humor und wohl dosiertem Sarkasmus führt Hauptdarsteller Jean Dujardin den Zuschauer durch eine aufregende Collage aus subversiven Bildern und surrealen Visionen. Der visuelle Einfallsreichtum, mit dem Kounen die fragmentarische Struktur des Romans auf die Leinwand überträgt, ist schlicht atemberaubend. […] Fazit: Originell, provokativ und böse: Jan Kounens Branchensatire ist viel besser als der gleichnamige Bestseller.“

„Jan Kounen verpackt die Botschaft, dass wohl alle käuflich sind, als beißendes Effektspektakel voller psychedelischer Bilder und poppiger Animationen.“

## Auszeichnungen
2008 erhielt Jocelyn Quivrin die französischen Filmpreise Étoile d’Or, Prix Lumières und den Patrick-Dewaere-Preis jeweils als bester Nachwuchsdarsteller. In selbiger Kategorie wurde er auch 2008 für den César nominiert.